# 雷明登R51半自動手槍
雷明登R51（英語：Remington R51）是一款在2014年1月由美国槍械製造商雷明登武器公司所生產及投放於美國民用市場的現代化小型袖珍式半自動手槍，是1920世紀初槍械設計師約翰·道格拉斯·佩德森所設計的雷明登M51半自動手槍的9×19毫米魯格口徑手枪子彈版本。該公司計劃今後提供該手槍的.40 S&W和其他口徑的版本。

## 設計細節
與雷明登M51相似的是，雷明登R51採用了與相似佈局，採用了固定式槍管和圍繞著槍管的復進簧。然而，其獨特的特點是套筒中使用了最初由約翰·道格拉斯·佩德森研發的延遲閉鎖，在套筒以內裝上了一個塊狀後膛閉鎖件。當手槍到位時，槍閂是由復進簧的簧力保持在底把內閉鎖肩的前方，以保持槍機面牢固地對著膛室的末端。與反沖作用槍械一樣，發射子彈時，藉由子彈的高壓火藥燃氣的壓力，使槍機和套筒一起向後方移動一段短距離。當槍閂接觸到閉鎖肩時，它會出現延遲，令後膛開始閉鎖。套筒在初始的前方位置以下受到高壓火藥燃氣勢頭的壓力以下繼續向後方運動，並迫使錘降下和壓縮圍繞著槍管的復進簧。這使得膛室壓力可下降到安全的水平，同時後膛鎖定和子彈略微抽起。當子彈離開槍管而且壓力下降到安全的水平以後，套筒向後運動使得套筒以內的一個傾斜的凸輪從其閉鎖凹槽中向後解除槍閂以獲得自由，以繼續其操作循環。一個可以插入的銷釘入槍管並推動槍閂上。這樣可以向槍管插入一根銷釘並且推動槍閂。它只會移動一英寸的一小部分，並且停止對閉鎖凹槽的支撐。只有手動拉動套筒或該槍發射子彈才能開放該槍的套筒。與雷明登M51一樣，雷明登R51是少數使用佩德森類型的操作系統並生產出來的手槍。
由於槍機會在退殼的一瞬間停止，R51可以使用比直接反沖作用式槍械較高膛壓的子彈，進而使得雷明登手槍被評為適合使用高膛壓彈藥，但尺寸和重量亦不輸給其他的鎖定系統。由彼得森研發、發射.45 ACP並為了通過海軍委員會試驗的雷明登M53，就是以雷明登M51的設計和專利為藍本。佩德森的設計上還可讓復進簧設置為圍繞槍管，將槍管兼作復進簧導桿，以製作輪廓較小的槍械。更輕便的操作部件和延長了的閉鎖時間，令使用者感受到和實際上的後座力較少。較低的槍管軸線令射擊時的槍口上揚較小，也降低了感受到的後座力；而固定式槍管可讓該槍的準確性和可靠性更大高，以及比其他閉鎖系統更為簡化加工。  總體而言，該系統是一個比反沖作用槍機更為輕便，比任何傳統的閉鎖機構更為簡單，以及比其它任何一種系統更少後座力的操作系統。
雷明登M51使用內置式擊錘，並配有單動操作式扳機。套筒阻凹入至底把的左側。該槍的主要保是與握把背後融合的握把式保險，使用者的手必需按壓保險才可發射，可以大大減低走火的機會。這種保險功能目前只會裝在一些舊式的手槍，例如M1911手槍及其衍生型，但很少會有現代手槍使用這種保險。該槍目前似乎沒有原M51所具有的彈匣保險，甚至沒有裝上彈匣以下，膛室內有彈也無法發射。扳機護圈的底切式部份讓底把上具有一個更高的握把，以減少槍口上揚及可感受到的後座力。其底把具有20度角的握把設計，具有自然的點射擊命中率；同時也在握把前部設有格子式花紋，以改進該槍前部的緊握力。R51的標準配備為超薄聚合物握板，藉由傳統的螺絲裝在該槍的兩側；該公司還計劃未來提供可選用的橡膠和花梨木式握板附件，讓使用者得到一個更寛闊、更適合大型手掌的握把的渴望成為現實。彈匣為钢身單排式加上聚合物彈匣底板設計，最大容彈量為7發9毫米子彈。其彈匣釋放按鈕為雙手靈巧式設計。R51的套筒是由不鏽鋼機械加工而成，並且具有啞光黑色FNC式表面處理；而底把是由7075鋁合金機械加工而成，並且具有啞光黑色的陽極氧化表面處理。其3.4英吋槍管則是由416不鏽鋼機械加工而成，並且具有光亮表面。

## 產品問題
2014年7月，雷明登的新聞稿表示R51的生產已被暫停，並預計在十月重新開始。客戶已通知雷明登，“一些R51手槍有性能上的問題。”
雷明登指出這些“性能問題是由於我們從原型槍到大量生產的過渡過程當中的併發症。”

## 資料來源
1. ↑  ,   [2015-01-21], （原始内容存档于2014-12-15）
2. 1 2  Quinn, Jeff, Remington’s New R51 9x19mm Plus P Semi-Automatic Pistol, GunBlast.com, 2 January 2014, retrieved 8 January 2014
3. 1 2 3 4 5 6 7 8 9  NAH Staff, New: Remington R51 Sub-Compact Handgun, North American Hunter, Huntingclub.com, retrieved 8 January 2014
4. ↑  ,   [2014-01-03], （原始内容存档于2014-01-04）
5. ↑  ,   [2016-01-03], （原始内容存档于2014-03-25）
6. ↑  ,   [2014-01-02], （原始内容存档于2014-01-04）
7. 1 2 3 4 5 6 7 8  Slowik, Max, Introducing the Remington R-51: Maybe You’ve Met Before, Guns.com, 3 January 2014, retrieved 8 January 2014
8. 1 2 3 4 5 6 7 8 9 10  Amselle, Jorge, Remington R51 9mm Gun Review, PersonalDefenseWorld.com, 2 January 2014, retrieved 7 January 2014/
9. 1 2 3 4  White, Phil, Remington Announces New R-51 Pistol, TheFirearmsBlog.Com, retrieved 7 January 2014
10. 1 2  . Remington Arms Company. 2014-07-25  [2014-10-23]. （原始内容存档于2014-10-24）.
11. ↑  Keefe, Mike. . americanrifleman.org Blogs. National Rifle Association. 2014-07-25  [2014-10-23]. （原始内容存档于2014-10-23）. 總而言之，前期生產的R51手槍的工作非常出色，大約還有你所期望的任何新的設計。出現問題是因為該槍從小量前期生產走向大量生產。一些消費者和評價者的報告亦指出關於與該槍的完全量產版本相關的問題。（All in all, the pre-production R51 pistols worked very well, about as well as you would expect for any new design. The problem came as the gun went from small pre-production to mass production. There are number of reports from consumers and evaluators about issues with the full production version of the gun.）

## 外部連結
- （英文）—Remington Handguns—R51
- （英文）—The Firearm Blog.com—
  - Remington Announces New R-51 Pistol （页面存档备份，存于）
  - Remington R51 Photos （页面存档备份，存于）
  - Personal Remington R51 Woes （页面存档备份，存于）
  - R51 Missing From Remington Website （页面存档备份，存于）
  - Remington R51 Pistol: Return To Production （页面存档备份，存于）
  - BREAKING NEWS: Remington Announces Para Integration （页面存档备份，存于）
  - Remington Adds Limited Lifetime Firearm Warranty for 2016 Firearms （页面存档备份，存于）
  - BREAKING: Remington Reintroduces the R51 Pistol （页面存档备份，存于）
  - The First Remington R51 Gen 2s Are HERE （页面存档备份，存于）
  - Testing a Controversial Pistol—-Using Bad Ammo Skews The Results? （页面存档备份，存于）
  - Breaking:Remington Announces The New R51 Gen 2 Now For Sale At Your Local Gunshop （页面存档备份，存于）
  - Remington R51… Did I Screw Up? （页面存档备份，存于）
  - Remington R51 Gen 2 500+ Round Review (2016) （页面存档备份，存于）
  - Review: Remington R-51 Gen 2 1000 Round Test （页面存档备份，存于）
  - Remington R51 Field Strip （页面存档备份，存于）
- （英文）—The Truth About Guns.com—
  - New From Remington: R51 9mm Pistol （页面存档备份，存于）
  - Remington R51 (Not Shown) Missing In Action （页面存档备份，存于）
  - Hands-On with the Remington R51 （页面存档备份，存于）
  - New from Remington: “Improved” R51 （页面存档备份，存于）
  - Robert Farago’s Pick of the SHOT Show: Remington R51 （页面存档备份，存于）
  - Just Arrived: Remington R51 （页面存档备份，存于）
  - What Could Possibly Go Wrong: Cocking a Remington R51 on Your Watchband Edition （页面存档备份，存于）
  - Gun Review: Remington R51 （页面存档备份，存于）
  - Remington R51 Comparison （页面存档备份，存于）
  - Which Gun Would You Grab: GLOCK 42 vs. Remington R51 （页面存档备份，存于）
  - MAC Confirms TTAG’s Take on the Remington R51 （页面存档备份，存于）
  - Rumor of the Day: Remington Has No Fix for Returned R51 Pistols. Yet （页面存档备份，存于）
  - Shooting Illustrated, The Remington R51, and the Erosion of Journalistic Integrity （页面存档备份，存于）
  - BREAKING: Remington Scrubs All Traces of R51 from Websites （页面存档备份，存于）
  - BREAKING: Remington to Replace All R51s （页面存档备份，存于）
  - Remington Engineers: R51 Launched Over Our Objections （页面存档备份，存于）
  - Shooting Illustrated on Their Remington R51 Review: Oops （页面存档备份，存于）
  - Remington Itro’ing Three New Pistols Including…the R51?
  - It’s Back – Remington Now Shipping the Redesigned R51 （页面存档备份，存于）
  - Remington Now Delivering the Re-Engineered, From the Ground Up, Model R51 Sub Compact Pistol （页面存档备份，存于）
  - Gun Review: Remington R51 Gen 2 （页面存档备份，存于）
  - Remington At the 2016 Texas Firearms Festival. Come and Shoot It! （页面存档备份，存于）
- （英文）—Tactical-Life.com—
  - Remington R51 9mm （页面存档备份，存于）
  - 12 New Compact & Subcompact Handguns For 2014 | Colt, Springfield, Glock, Ruger & More | Galleries （页面存档备份，存于）
  - 4 Important LEO Tips For Backup Gun Carry （页面存档备份，存于）
  - Remington Releases Statement on R51 Production （页面存档备份，存于）
  - Top 6 Shotguns From GUNS & WEAPONS FOR LAW ENFORCEMENT in 2014 （页面存档备份，存于）
  - R51: Remington Introduces Reengineered Subcompact Pistol （页面存档备份，存于）
- （英文）—Personal Defense World.com—
  - Remington R51 9mm | Gun Review （页面存档备份，存于）
  - Remington R51 9mm Subcompact Handgun | Gun Preview | VIDEO （页面存档备份，存于）
  - Remington R51 9mm | Gun Review | VIDEO （页面存档备份，存于）
  - Remington R51 9mm Handgun | Gun Preview （页面存档备份，存于）
  - R51 Handgun Enters Remington into Concealed Carry Market （页面存档备份，存于）
  - DeSantis Holsters for the Remington R51 （页面存档备份，存于）
  - 10 DeSantis Holsters For the Remington R51 （页面存档备份，存于）
  - Remington R51 9mm: A Classic Design Comes Full Circle （页面存档备份，存于）
  - Top 15 Pocket Pistols for Self Defense （页面存档备份，存于）
  - Remington Announces R51 Pistol Product Update （页面存档备份，存于）
  - Remington Delivering the Re-Engineered Model R51 Pistol （页面存档备份，存于）